# 波苏战争

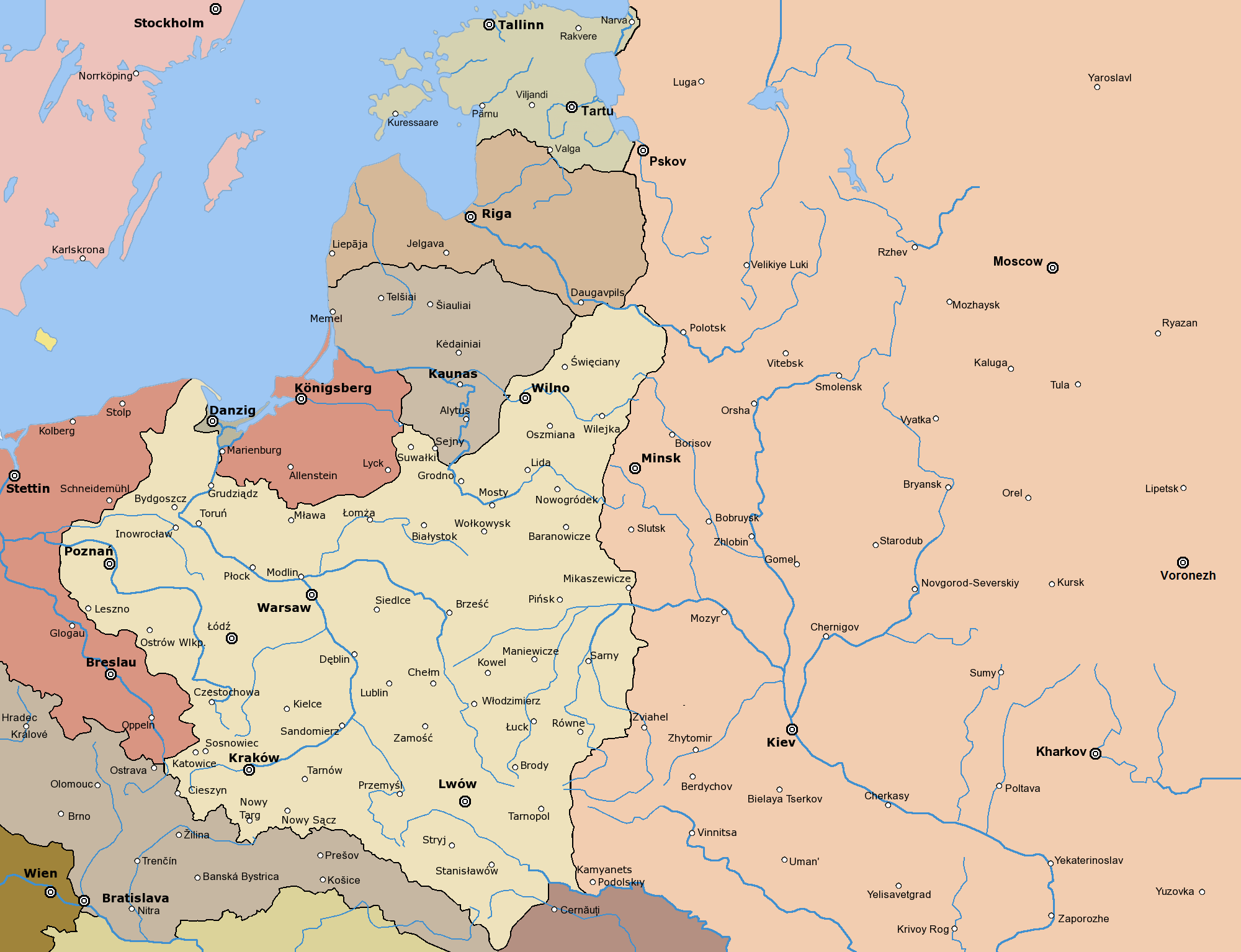
戰後國界圖

波苏战争或苏波战争（波蘭語：Wojna polsko-bolszewicka；1919年2月—1921年3月）是第一次世界大战结束后，在苏维埃俄国与波兰第二共和国这兩个新成立的政权之间进行的一场战争。战争是由两国对扩张领土和扩大影响力的企图所引起。
《凡尔赛条约》使波兰自18世纪末被瓜分以来重新立國，刚刚恢复独立的波兰寻求保住那些在被瓜分时失去的领土；俄罗斯苏维埃联邦社会主义共和国（下文简称：苏俄）的目标是控制同样的领土，那些地方曾经是俄罗斯帝国的一部分，直到第一次世界大战才失去。两国都声称自己获胜。在这场战争中，波兰人声称成功的保卫了自己的国家，而苏俄则声称波兰的向东侵入乌克兰和白俄罗斯被击退，认为那是协约国武装干涉俄國內戰的一部分。
波兰与苏俄的边界在《凡尔赛条约》中并未加以详细说明，战后的骚乱事件：1917年俄国革命；俄罗斯帝国、德意志帝国和奥匈帝国崩溃；俄国内战；同盟国从东部阵线撤退；乌克兰和白俄罗斯独立的尝试。波兰的国家元首约瑟夫·毕苏斯基认为这是波兰向东拓展疆土的有利时机，计划通过联合中东欧其余国家建立一个波兰化的联盟「海間聯邦」（指從波羅的海至黑海），作为对付德国和俄国帝国主义再度出现这一潜在威胁的防波堤。弗拉基米尔·列宁则认为红军可以經由波兰支援德国共产党，并在欧洲其他地方制造革命。
1919年，波兰军队控制了西乌克兰的大部分，在波乌战争中取得胜利，在波兰人和乌克兰人都提出要求的版图上建立一个乌克兰国家西乌克兰人民共和国的尝试未能成功。同时，布尔什维克在内战中取得优势，并向西进攻有争议的领土。1919年末，形成了一条清楚的阵线。边境小型冲突逐步升级，1920年4月，毕苏斯基的向东攻入乌克兰，开始了公开的战争。几乎同时，苏俄军队已经开始反攻，最初的反攻非常成功，苏军進至波兰首都华沙附近。这时，西方国家担心苏军抵达德国边境，对波苏战争的兴趣增加。在仲夏，华沙看来即将陷落，但在8月中旬局势再次倒转，波兰军队在华沙战役中取得了意外的、决定性的胜利。向东前进的波军節節勝利，苏俄提出求和，1920年10月，双方停火。1921年3月18日签订了正式的和平条约——《里加条约》，划分了波兰和苏联之间有争议的边界。这次战争在很大程度上决定了两次世界大战之间波苏边界。

## 名称与日期
这场战争有好几个名称，其中波苏战争是最常见的一个，不過可能會造成歧義，因為蘇聯的名稱在1922年12月才正式採用，此處的“蘇”僅能代表“俄罗斯蘇維埃共和国”、“蘇俄”等，而不能完全代表“蘇聯”。其它名稱有1919－20/21年俄波戰爭（或波俄戰爭）及波蘭－布爾什維克戰爭。
這次戰爭的開始及結束日期也有爭議。《大英百科》在其詞條開首即說明時間是1919－1920，不過在後面說雖然兩國在1919年間有敵對行動，但是大型衝突是在波蘭國家元首畢蘇斯基於1920年4月21日與烏克蘭独立运动領導人西蒙·彼得留拉結為同盟後開始，波烏聯軍進入烏克蘭，5月7日佔領基輔。波蘭的《Internetowa encyklopedia PWN》及一些歷史學者例如诺曼·戴维斯:22認為1919年是戰爭的開始。戰爭的結束時間有1920年及1921年兩種說法，這個分歧源於停火是在1920年10月生效，而正式和約則在1921年3月簽訂。

## 序幕

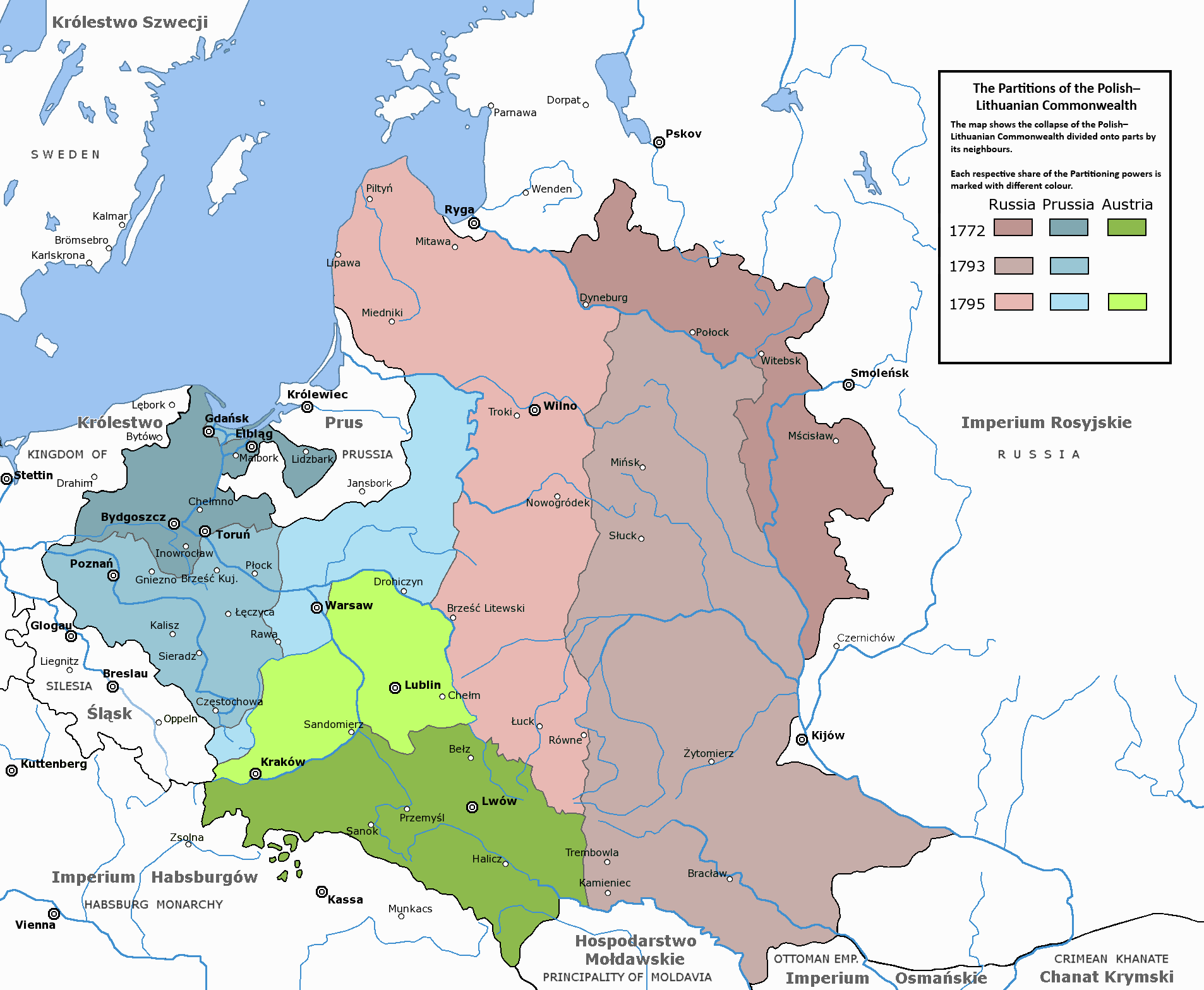
1772－1795年的瓜分波兰。彩色区域是波兰立陶宛联邦在被瓜分前的版图。蓝色区域（西北部）割让给普鲁士王国，绿色区域（南部）割让给奧地利帝國，棕紅色区域（东部）割让给俄罗斯帝国。

第一次世界大战以后，中欧和东欧的地图被彻底改变了。波蘭攝政王國在1916年由德國建立。德意志帝國在一战尾聲，於2月發動拳擊行動打败蘇俄红軍佔領大片領土，並建立了庫爾蘭和瑟米加利亞公國、立陶宛王國、烏克蘭國等傀儡政權，白俄羅斯人民共和國獲得獨立。德国於11月投降，德國在東欧及波羅的海建立的傀儡国家隨之獨立或被蘇俄重奪。而随着1917年俄国革命和俄国内战，俄罗斯帝国迅速崩溃，这一地区许多民族发现这是一个争取独立的绝佳机会，不欲放弃这样的好运。另一方面，俄国新政府把許多尋求獨立的地區視為俄國的一部分，認為它們對俄国的安全十分重要，但未能立刻采取行动應對。
随着1918年大波兰起义的成功，波兰自从1795年瓜分波兰以来首次恢复了国家地位，被3个毗邻的帝国——俄罗斯、德国和奥地利帝国-奧匈帝國（由1867年开始）统治了123年的历史宣告结束。新成立的波兰第二共和国，准备开拓被瓜分以前的领土。
波兰并非单独面对这些新近遇到的机会（同时也是麻烦）。事实上所有新独立的国家都开始了边境的对抗：羅馬尼亞王國与匈牙利蘇維埃共和國为特兰西瓦尼亚对抗，南斯拉夫与意大利王國为阜姆对抗，波兰与捷克斯洛伐克为捷克杰欣对抗，波兰与新生的德国为波兹南对抗，与乌克兰为东加里西亚对抗。乌克兰、白俄罗斯、立陶宛、爱沙尼亚和拉脱维亚都与刚分裂的俄国对抗，同时也互相对抗。:21共产党的影响扩散开来，在慕尼黑、柏林、布达佩斯和普雷绍夫都发生了共产党革命。温斯顿·丘吉尔评论说：“巨人们的战争已经结束了，侏儒们的战争才刚刚开始。”不过，除了波苏战争这个唯一的例外，所有这些交战都只是为时短暂的边境冲突。

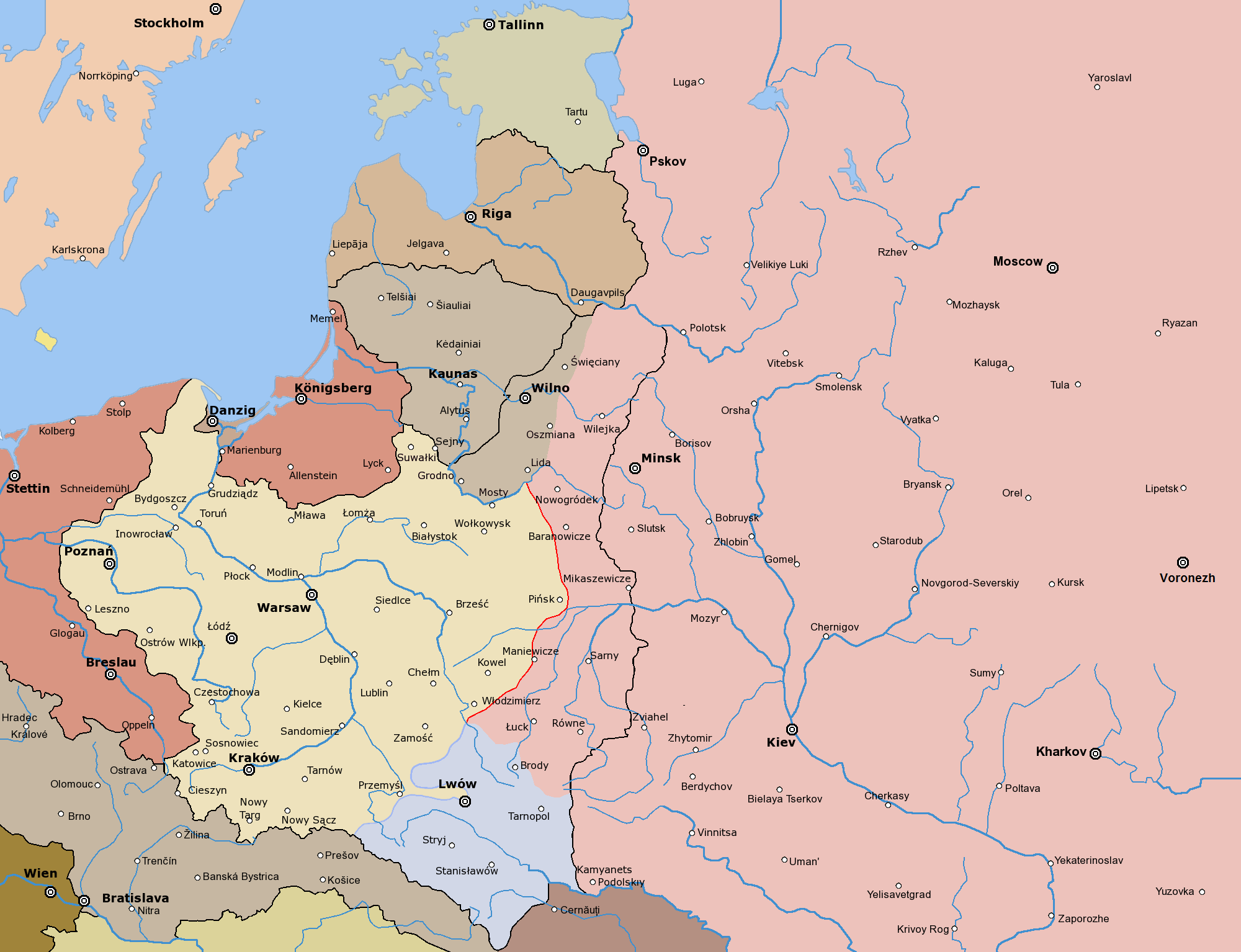
苏波战争形势，1919年3月

1919年末，俄国共产党新政府的领袖弗拉基米尔·列宁从红军在与白俄反共军队及其西方盟友的内战中获胜得到灵感，开始更为乐观地预言未来的革命形势。布尔什维克宣布需要实行无产阶级专政，并鼓动全世界进行共产革命。他们公开宣布俄国革命的下一环将是预期的德国革命，并援助西欧其他国家的共产主义运动，显然，波兰在地理上是红军西进的桥梁。:29列宁的目标是想要恢复对布列斯特-立陶夫斯克條約中丧失领土的控制，渗透进边境地区，然后在波兰也建立一个苏维埃政府，并延伸到德国，他预期一场社会主义革命将在那里爆发。他相信没有一个社会主义的德国的支援，苏俄不可能生存下来。1919年夏末苏俄设法接管了大半个乌克兰，在基辅控制了乌克兰政府。1919年初，他们还建立了一个立陶宛-白俄罗斯共和国。这个政府非常不受欢迎，因为它以恐怖統治和为军队强徵食物和货物。它没有等到基辅攻势就已经被击退了。不过，一些苏俄领导人希望战争成为革命向西传播的机会。当然，布尔什维克声明说：

“但我们的敌人欺骗你们说，俄国苏维埃政府想用俄国红军的刺刀将共产主义种植进波兰土壤。这对共产党人是不可能的，我们只有等那里绝大多数的劳动人民自觉接受思想，用自己的力量去达成。只有到那时才会巩固；只有那时共产党方针才深深地在一个国家扎根。俄国共产党人现在正在只是努力保卫自己的国土，建设自己的国家；他们没有努力，也不会努力，用武力去在其他国家传播共产主义。”

在波苏战争爆发之前，波兰的政治深受国家元首约瑟夫·毕苏斯基的影响。毕苏斯基希望蘇俄因民族分裂而削弱。及創建一個由波蘭人主導的「海間聯邦」，由獨立的波蘭、立陶宛、烏克蘭及其它在一戰後建立的中東歐國家組成。這個新聯盟乃用以抗衡俄國或德國的任何可能出現的對外擴張意圖。畢蘇斯基認為「沒有一個獨立的烏克蘭，就不會有一個獨立的波蘭」，他對於把烏克蘭從俄國分裂出來的興趣主要不是出於烏克蘭人的福祉。他不惜使用武力去扩张波兰边界至加利西亚及沃利尼亞，粉碎在西布格河以東的有爭議地區的烏克蘭人自決的企圖，那裡有不少波蘭裔人居住，主要在利沃夫等城市，不過鄉郊是烏克蘭裔居多。毕苏斯基在談及波蘭未來國界時说「我們在西面可取得多少，視乎協約國打算擠捏德國多少」，而東面則「大門时开时闭，視乎誰強行打開及開得有多遠」。在東面的混亂局勢中，波軍意圖在可行情況下佔有盡量多的土地。另一方面，波蘭無意協助西方介入俄國內戰或自行征服俄國。

## 进程

### 1919年

#### 东欧的混乱
在1918年11月11日德國投降，一戰結束。東線的德軍開始向西撤走。由德國扶植的地方政權、其它在德軍撤走後自行成立的地方政權，以及意欲把那些地區納入蘇俄開始爭奪那些德意志帝國遺下的空間。結果幾乎整個東歐陷入動亂。
1918年11月18日，蘇維埃最高當局下令西集團軍向西進發，務求以有限資源盡量多佔土地。
1919年初，波軍和蘇軍尚未接到各自政府的命令已開始交戰，維爾紐斯波蘭人自行組織的部隊與立陶宛-白俄罗斯苏维埃社会主义共和国的布爾什維克軍為了爭奪控制區而交火。最後是較有組織的蘇俄部隊獲勝，逼使波蘭人向西撤退。1919年1月5日，紅軍進入明斯克，幾乎沒有遭遇抵抗，短命的白俄羅斯人民共和國垮台。同一時間，越來越多的波蘭地方武裝進入白俄羅斯及立陶宛，與當地支持布爾什維克的團體多次交火。新組建的波蘭陸軍開始派遣部隊開往東面去支援那些地方武裝，而俄國人也向西增兵。
在1919年春，蘇俄透過徵兵，組成了人數達230萬的紅軍。由於大部份紅軍投進了內戰，只有少數在該年被派往西面；在1919年2月，西集團軍只有4萬6千人。:39在1919年2月，波蘭陸軍總共有11萬人，4月擴充至17萬人，其中8萬人是戰鬥部隊。:41到1919年9月，波蘭陸軍有54萬人，其中23萬人在蘇俄前線。:83
到2月14日，波蘭人已經在科布林、普魯扎內、Zalewianka河至尼曼河一線建立了據點。大約在2月14日，波軍在莫斯特遇到紅軍的先頭部隊，後者未發一槍便後撤。從立陶宛，經白俄羅斯延伸到烏克蘭的前線逐漸形成。

#### 第一次波苏冲突
第一次大型武裝衝突在大約2月14日:22至16日發生，在馬涅維奇與別廖扎附近。二月下旬，蘇軍停止前進。波軍與蘇軍同時又與烏克蘭人作戰。

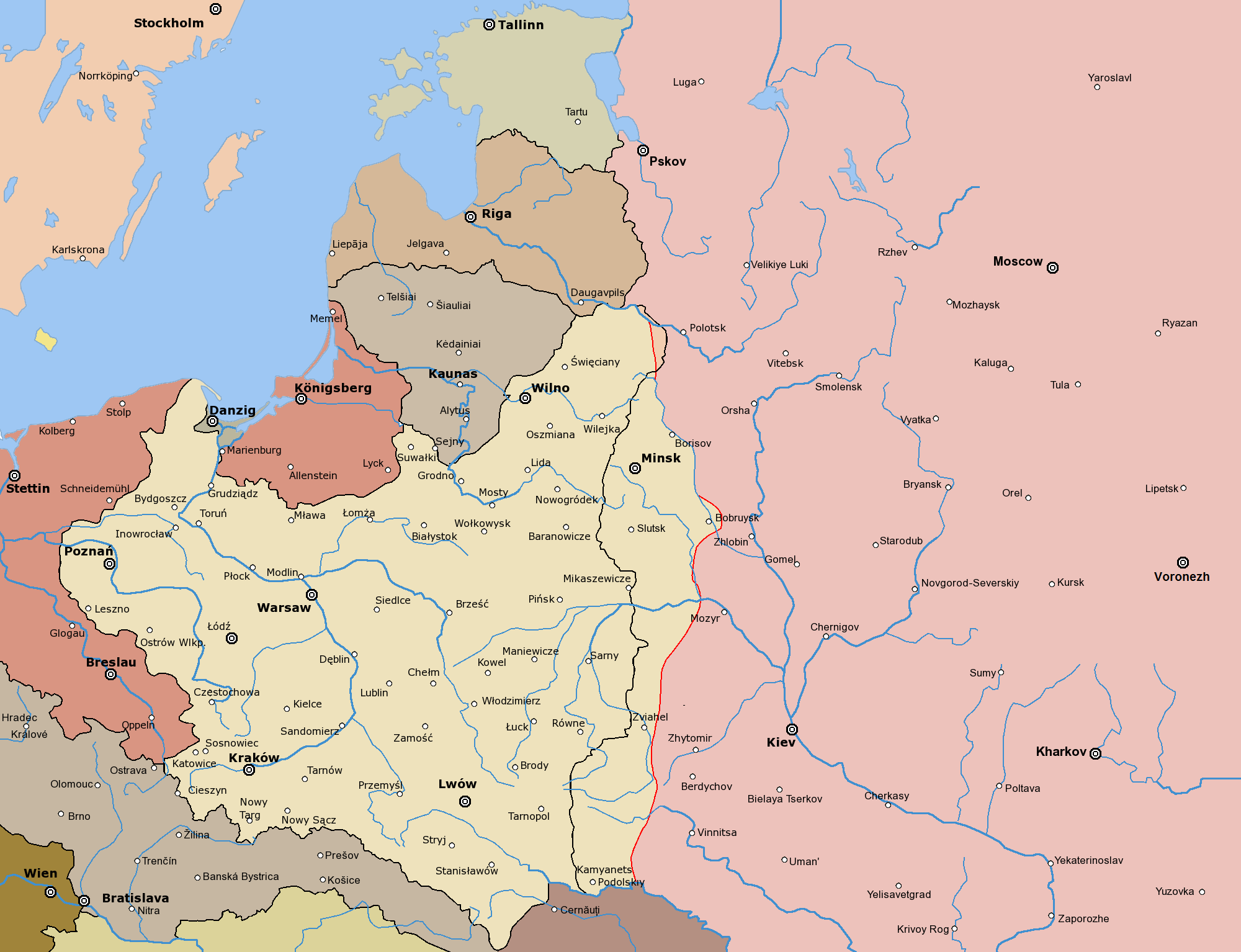
1919年12月的中歐與東歐

1919年3月初，波軍展開攻勢，越過尼曼河，攻佔平斯克，到達利達外圍。4月，蘇俄攻佔格羅德諾，不久卻被波軍逐出。
波軍繼續東進，4月17日佔領利達，18日佔領新格魯多克，19日重奪維爾紐斯，把立陶宛-白俄罗斯苏维埃社会主义共和国政權趕離其宣稱的首都。8月8日，波軍攻佔明斯克，同月28日首次出動坦克作戰。經過激戰後，鄰近別列津納河的博布魯伊斯克被波軍攻佔。到10月2日，波軍到達道加瓦河，控制了從杰斯纳河至陶格夫匹爾斯的區域。
直至1920年初，波軍的進展大致順利。由於紅軍需要把主力用於對抗白軍，只好在北起拉脫維亞、南抵烏克蘭的西面戰線逐步後退。1919年初夏，白軍在俄國內戰中佔了上風，進逼莫斯科，畢蘇斯基認為白軍比蘇俄對波蘭的威脅更大，因為白俄不願接受波蘭獨立，而蘇俄至少宣佈瓜分波蘭為無效。畢蘇斯基不理會協約國的施壓，不肯參與推翻列寧政府，無形中在1919年夏秋之際挽救了布爾什維克政權。畢氏後來寫道，如果白軍獲勝，波蘭在東面最多只能取得「種族邊界」（寇松線）。與此同時，列寧向波蘭提出把明斯克、日托米尔及赫梅利尼茨基地區劃歸波蘭；波蘭軍方領袖卡齐米日·索斯诺科夫斯基認為這個提議比他們本來要求的更加好。

#### 外交阵线，第一部分：联盟
1919年，各种波兰和俄国派系进行了几次不成功的和平谈判的努力。同时，由于波兰政治家难以接受立陶宛的独立与领土要求，特别是要放弃维尔纽斯（立陶宛历史上的京城，但波兰人占多数），波兰与立陶宛关系恶化，波兰谈判代表与拉脱维亚临时政府推进关系，在1919年末、1920年初，波兰和拉脱维亚军队进行了对抗俄国的联合行动（Zima行动）。
波蘭與流亡的烏克蘭民族主義者領導人西蒙·彼得留拉在1920年4月21日簽訂《華沙條約》。代表烏克蘭人民共和國的彼得留拉連同一些烏克蘭部隊在敗於布爾什維克人後逃到波蘭尋求庇護，他僅能控制鄰近波蘭國境的小片地區。根據彼得留拉與畢蘇斯基的協議，彼得留拉同意波蘭對西烏克蘭的領土要求，波烏兩國未來以兹布鲁奇河為兩國之間的國界。彼得留拉得到波蘭承諾烏克蘭的獨立，及波蘭會提供軍事上的支援協助他的政府返回基輔。
兩人即時面對本土的反對聲音。畢蘇斯基受到國內的國家民主黨人強烈反對，他們反對烏克蘭獨立。彼得留拉也因為與波蘭結盟及放棄了西烏克蘭而被許多烏克蘭政客抨擊。
與彼得留拉的聯盟使戰役開始時有1萬5千親波蘭的烏克蘭部隊參戰，在戰爭中，經過招兵及吸納從蘇俄部隊脫離的逃兵後，增至3萬5千人。可是到最後，這支兵力並不足以實現彼得留拉尋求烏克蘭獨立的心願，或是畢蘇斯基渴望他的海間聯邦擁有烏克蘭盟邦的夢想。

### 1920年

#### 雙方實力

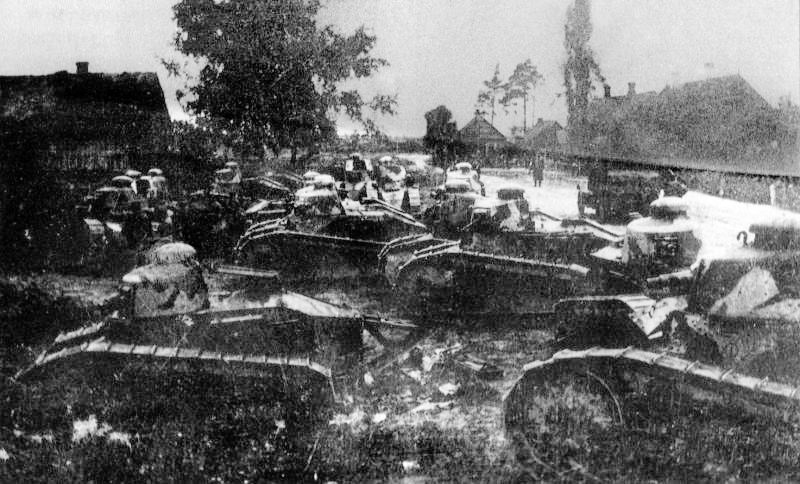
波軍的FT-17坦克（1920年）

诺曼·戴维斯指出，要推斷雙方實力相當困難，即使是當時的將領們，也往往不完全清楚自己的部隊。
1920年初，紅軍已經擊敗了白軍，鄧尼金失敗了，又與拉脫維亞及愛沙尼亞簽訂和約。波蘭前線變成紅軍最重視的戰場，蘇俄加強投入資源及部隊到那裡。1920年1月，紅軍在別列津納河附近及白俄羅斯開始集結70萬人。
在波軍展開基輔攻勢時，紅軍的西南方面軍約有82,847人，包括28,568名前線部隊。波軍兵力估計有12,000至52,000人。當蘇方在1920年中反攻時，形勢已經改變，蘇方有約79萬人，至少比波軍多5萬人；圖哈切夫斯基估计自己有16萬可隨時作戰的部隊；畢蘇斯基估計敵軍有20至22萬人。
在1920年內，將近80萬紅軍人員被投進對波蘭的戰爭，:142其中40萬2千人派往西方面軍，而35萬5千人派往西南方面軍。:142Grigoriy Krivosheev的估計相近，西方面軍有38萬2千人，而西南方面軍有28萬3千人。
诺曼·戴维斯指出波蘭前線的紅軍部隊在1920年初增加如下：
1920年1月1日－4個步兵師、1個騎兵旅
1920年2月1日－5個步兵師、5個騎兵旅
1920年3月1日－8個步兵師、4個騎兵旅
1920年4月1日－14個步兵師、3個騎兵旅
1920年4月25日－20個步兵師、5個騎兵旅
波蘭部隊從1918年的約10萬人增至1920年初的逾50萬人。:831920年8月，波蘭陸軍共有737,767人，一半在前線。扣除蘇方的人員損失，波蘇兩軍在人數上相若，到了華沙戰役時，波軍可能在人數及後勤上輕微佔優。
蘇俄最高當局計劃在4月下旬或5月發動新攻勢。波蘭已經發覺蘇方正預備新攻勢，波蘭方面決定先發制人。1920年的基輔攻勢是為了打敗波軍南翼的紅軍，及在烏克蘭扶植親波蘭的彼得留拉政府。

#### 形势转变：基辅行動

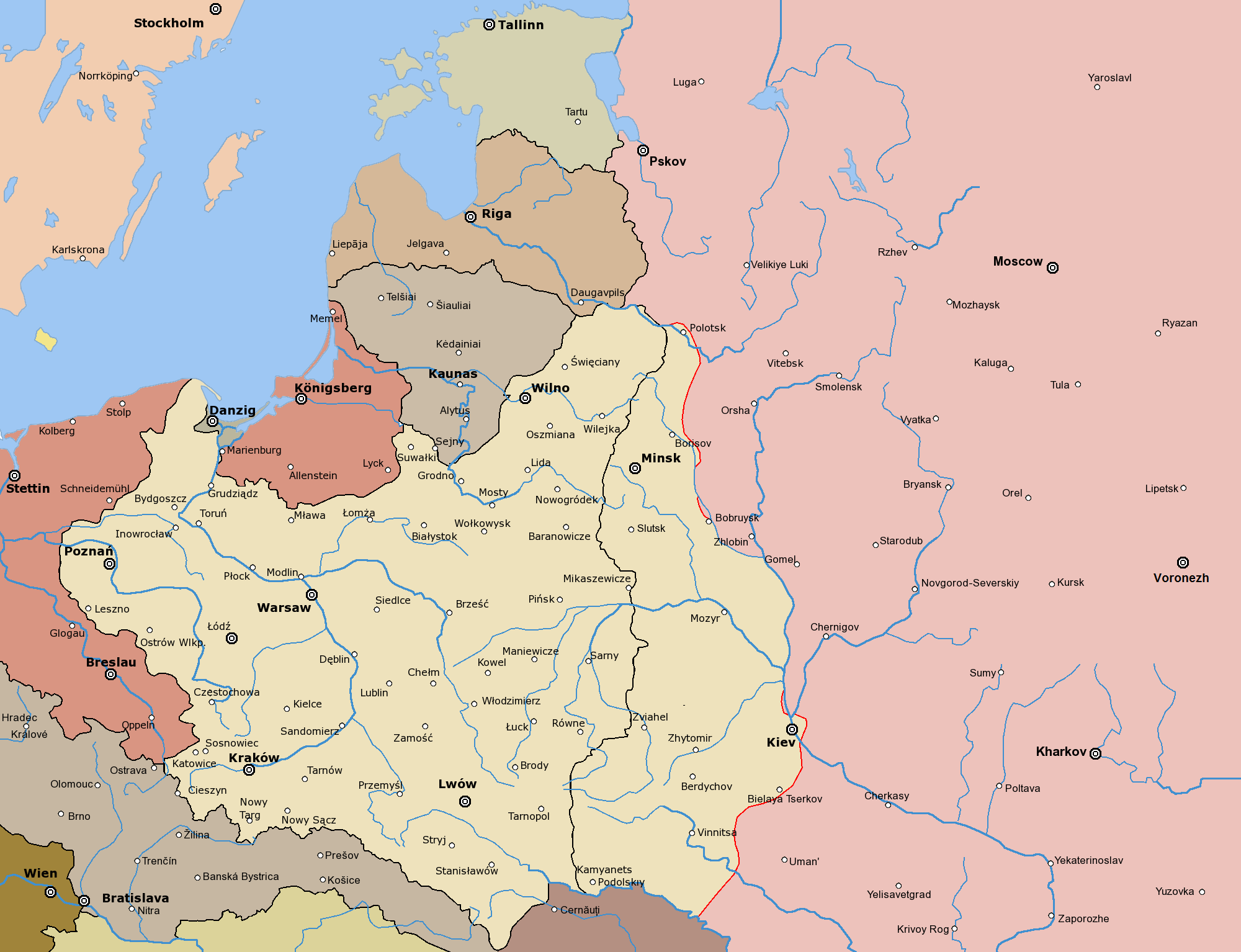
基輔攻勢中波軍的最大進展（1920年5月29日）

4月24日，波蘭展開其主要攻勢「基輔行動」，目標是建立一個獨立的烏克蘭國，成為畢蘇斯基計劃中的聯盟一員。
波蘭第三軍團輕易地打敗烏克蘭的紅軍，不過後者損失輕微。波烏聯軍在5月7日進佔基輔。

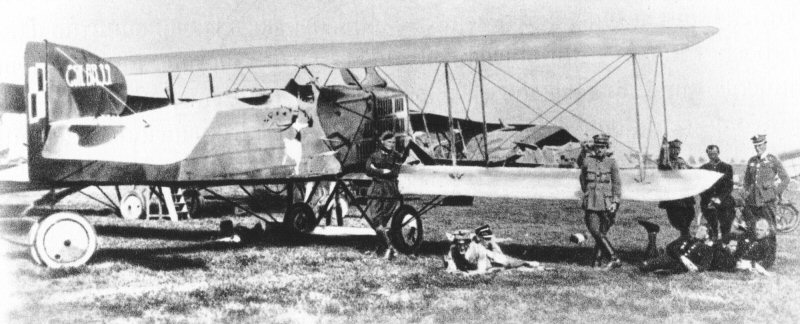
波蘭空軍的Breguet 14從基輔的機場起飛

紅軍在5月29日反攻。北方的波蘭第一軍團被擊敗，俄軍第十五集團軍奪回道加瓦河與別列津納河之間的地區。
1920年5月24日，南方的波蘭部隊初次遭遇謝苗·布瓊尼的第一騎兵集團軍。6月5日，布瓊尼以哥薩克騎兵突破了波烏聯軍的戰線。蘇俄隨後利用流動騎兵去打擊波軍後方，針對通訊及補給。到了6月10日，波軍全面後撤，6月13日放棄基輔。

#### 苏俄的接連胜利
在烏克蘭的波蘭第三軍團司令愛德華·雷茲-希米格維決定向西北突破蘇軍戰線。波蘭在烏克蘭的部隊雖然順利後撤，卻無法支援北方前線及加強在Auta河的防禦。
由於兵力不足，波蘭在三百多公里的前線只有薄弱的12萬人及約460門炮，且無戰略預備隊，防禦工事幾乎全無。
面對波蘭戰線的是紅軍的西北方面軍，由年輕的圖哈切夫斯基指揮，兵力有10萬8千人以上的步兵及1萬1千騎兵，722門炮及2,913挺機關槍。在某些扼要地點，俄軍的兵力是波軍的四倍。

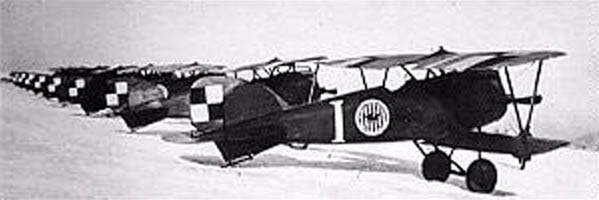
波蘭空軍的戰機

圖哈切夫斯基在7月4日沿斯摩棱斯克－布列斯特－立陶夫斯克一線發動攻勢，越過Auta河及別列津納河。北方的第三騎兵軍打算從北面包抄波軍，移近立陶宛及東普魯士的邊界。第四、第十五及第三集團軍向西壓迫，在南方有第十六集團軍及Mozyrska兵團支援。到了7月7日，波軍被逼全線後退。由於波軍頑強抵抗，圖哈切夫斯基企圖突破波軍戰線，把波軍壓逼到西南方的平斯克沼澤的計劃落空。
7月14日，維爾紐斯失守。在南方的加利西亞，謝苗·布瓊尼的騎兵深入波蘭後方，佔領了Brodno，向利沃夫及扎莫希奇前進。波蘭人在7月初意識到俄國人的目標不再限於把邊界西移，波蘭的獨立也岌岌可危。

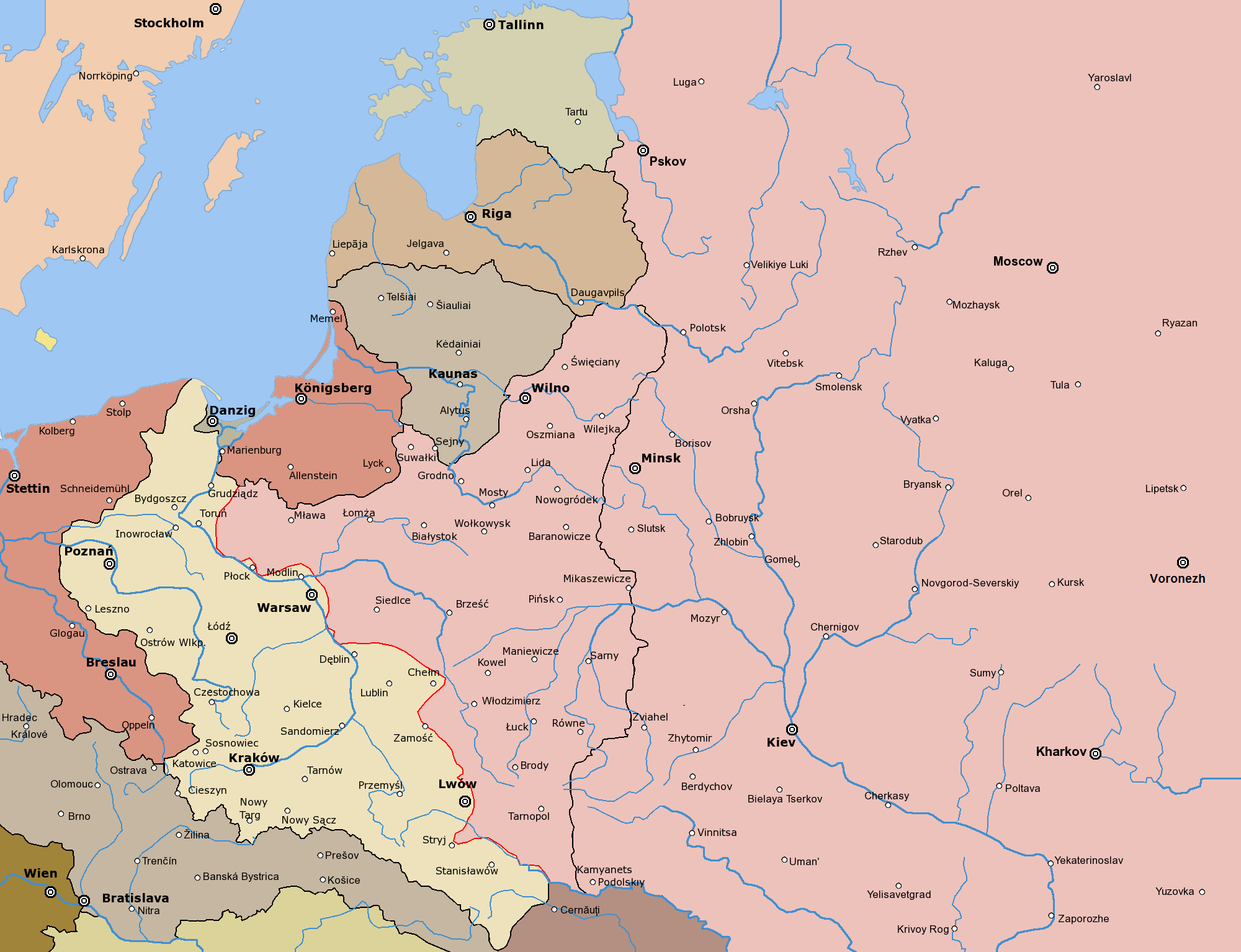
1920年8月初的蘇軍進展

俄軍差不多每日前進20英哩。白俄羅斯境內的格羅德諾在7月19日失守；布列斯特-立陶夫斯克在8月1日也被俄軍佔領。波軍打算用第四軍團及Poleska兵團據守布格河之線，但是一星期後便告失守。蘇俄的西北方面軍在8月2日越過納雷夫河，距離華沙只有60英里。西南方面軍把波軍逐出烏克蘭後，圍攻波蘭第六軍團據守的利沃夫。此時波蘭的政客試圖向莫斯科求和卻不得要領。
在加利西亞利沃夫附近的波軍發動了一次成功的反擊，阻延了俄軍，也制止了波軍在南部戰場後退。可是華沙附近的形勢繼續惡化，波軍無法擴大南部反攻的戰果。為了迎接即將來臨的華沙戰役，部隊陸續集結。

#### 外交阵线，第二部分：政治竞争
當局勢轉為對波蘭不利時，畢蘇斯基在政壇上的力量也減弱，而其對手的力量則上升。在蘇軍逼近華沙之際，畢蘇斯基差不多在最後一刻重拾其影響力，特別在軍事上。利奥波德·斯库尔斯基的政府在6月初辭職。
在蘇聯共產黨的指示下，一個名為「波蘭臨時革命委員會」的傀儡政府在7月28日成立，以管理被紅軍佔領的地區。在勝利在望的時候，蘇軍司令之間的不和也在滋長，正是由於最高司令之間缺乏合作，最終導致他們在華沙戰役大敗。

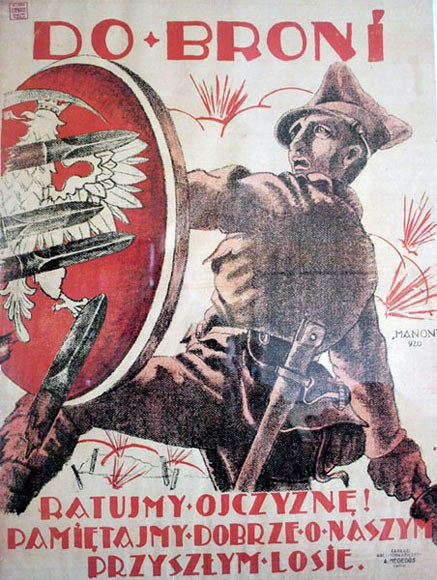
波蘭的宣傳海報，內文說：「拿起武器！拯救祖國！谨記我們將來的命運。」

英國首相戴維·勞合·喬治向波蘭施壓，勸他們接受蘇俄的和平條件。1920年7月，英國宣佈向波蘭供應大量在一戰後過剩的軍事物資，不過反對英國援助「白色波蘭」的英國工會聯盟卻以威脅發動大罷工為手段，迫使付運波蘭的武器無法離開英國的港口。戴維·勞合·喬治對於支援波蘭人並不熱心，可是受到右翼內閣成員如寇松及溫斯頓·邱吉爾施壓才向波蘭提供那些物資。1920年7月11日，英國政府向蘇俄發出「實質上的」最後通牒，要求蘇俄停止對波蘭及俄軍（在俄羅斯南部由弗蘭格爾領導的白軍）的敵對行動，以及接受以寇松線作為蘇俄與波蘭的臨時邊界，直至永久邊界經談判後確立。如果蘇俄拒絕，英國威脅將以一切可以用到的方法協助波蘭，不過在現實上英國也受到國內政局限制。7月17日，布爾什維克人拒絕，並且反建議直接與波蘭談判。英國的回應是如果蘇俄繼續向波蘭進攻，就中止與蘇俄的貿易談判，蘇俄對此不予理會。
1920年8月6日，英國工黨出版了一份小冊子，宣稱英國工人永不會在這場戰爭中成為波蘭的盟友，而工會也阻止補給品運往在阿爾漢格爾斯克協助白俄軍的英國遠征軍。法國社會黨人在它的報章上說：「不向反動的、資本家的波蘭提供一人、一元、甚至一顆子彈。俄國革命萬歲！工人國際萬歲！」奧地利、捷克斯洛伐克及德國工人也拒絕轉運供應波蘭的戰爭物資。
立陶宛為了取得維爾紐斯及附近地區，也出於蘇俄在外交上施壓，在1920年7月決定支持蘇俄。可以當成是波蘇戰爭一部份的波蘭-立陶宛戰爭在同年8月發生。
波蘭的盟友很少。法國在1919年派出400人的顧問團到波蘭，又協助主要由波蘭裔組成、在一戰時由法國指揮的「藍軍」從法國到達波蘭。匈牙利願意派出3萬人的騎兵軍支援波蘭，可是捷克斯洛伐克不肯讓他們過境；然而一些裝載武器的火車還是從匈牙利抵達波蘭。

#### 形势转变：维斯瓦河的奇蹟

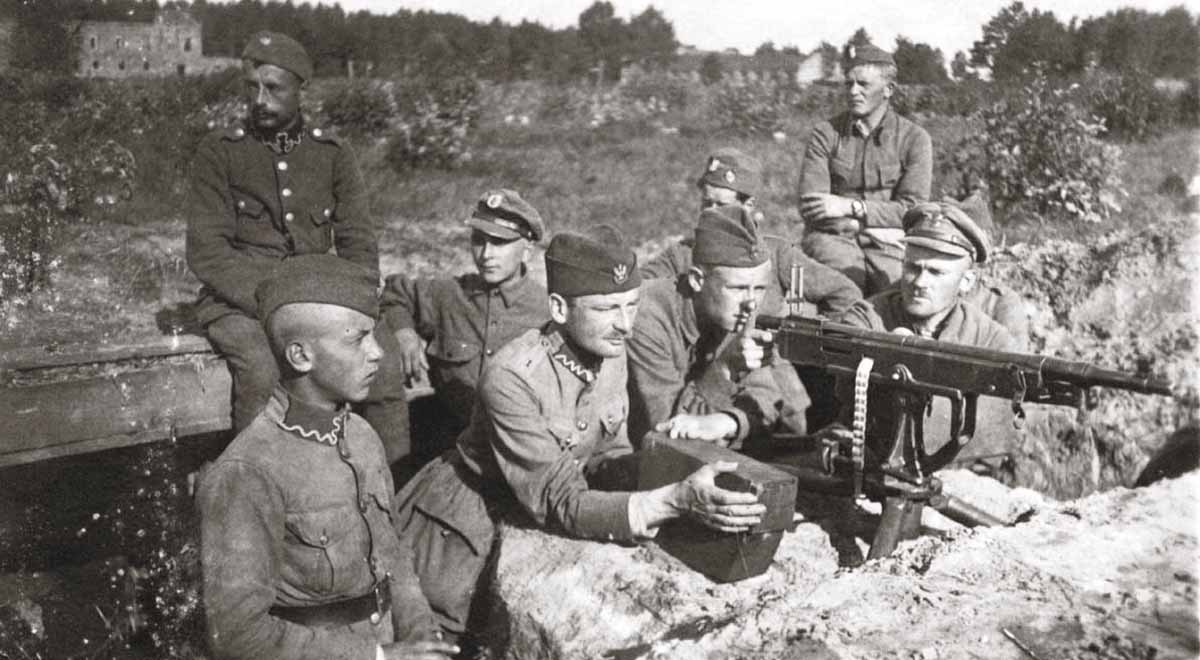
在華沙附近的Miłosna的波蘭守軍（1920年8月）

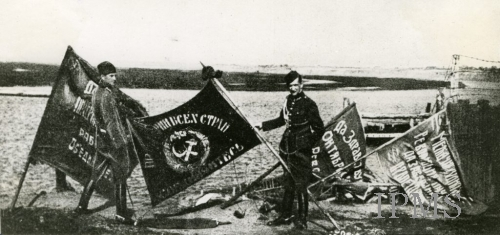
波軍在華沙戰役後展示擄獲的蘇俄戰旗

1920年8月10日，俄軍的哥薩克人越過維斯瓦河，企圖在主力從東面展開进攻時從西面攻佔華沙。8月13日，俄軍的初次攻勢被擊退。波蘭第一軍團抵擋了向華沙的直接进攻，又阻止了向拉濟明的進攻。
蘇方總司令圖哈切夫斯基認為一切按自己計劃進行，但波蘭方面已經可以解讀紅軍的無線電通信，使圖哈切夫斯基跌進畢蘇斯基及其參謀長塔德乌什·罗兹瓦多夫斯基佈下的圈套。在北面，俄軍越過維斯瓦河后，正進入一個波軍兵力薄弱的真空地帶。在將會決定戰爭勝負的華沙南面，圖氏只部署少量兵力去據守連接西北方面軍與西南方面軍的中間地區。另外，布瓊尼的第一騎兵集團軍在利沃夫受阻。蘇俄最高指揮當局在圖氏的堅持下，曾下令第一騎兵集團軍向北面的華沙及盧布林進發，可是布瓊尼沒有遵從，因為西南方面軍司令耶格羅夫與圖哈切夫斯基不和。西南方面軍政委史達林的政治把戲是促使布瓊尼及耶格羅夫違抗命令的決定性因素。追求個人勝利的史達林只顧奪取利維夫，紅軍在圍攻該城時卻遇到頑抗。
波蘭第五軍團在8月14日從莫德林要塞地區反攻，越過弗克拉河。它面對數量上及物資上佔優的蘇俄第三及第十五集團軍。在一日之內，蘇軍朝華沙及莫德林的推進停止，隨後變成撤退。第五軍團以閃電般的行動驅趕筋疲力盡的蘇軍。波軍在一天內前進30公里，把蘇軍在北方的包抄攻勢瓦解。到了8月16日，畢蘇斯基指揮後備軍全面投入反攻。波軍貫徹了畢氏的計劃，從南面出擊，找到敵軍方面軍之間的巨大缺口。波軍兩支部隊繼續向北追擊，到達圖哈切夫斯基部队的後方，8月18日把其大部份部隊包圍。在同一天，遠在明斯克總部的圖哈切夫斯基終於明白蘇軍已經大敗，下令他的餘部後撤及重新整編，可是前方不是太遲才收到命令就是根本收不到命令。在前線中央的蘇軍陷入一片混亂。圖哈切夫斯基下令全軍向布格河撤退，可是他在那時根本無法與大部份在華沙附近的主力部隊聯絡，所有計劃因為通訊問題而變得亂七八糟。蘇軍無序地後撤，各個師陷入恐慌及瓦解。由於紅軍失敗之大及突然，波蘭有人稱華沙戰役為「維斯瓦河的奇蹟」。2004年發現的文件證明波蘭的破解密碼員成功破解紅軍的加密無線電通訊對於波軍的勝利起了重大作用。
布瓊尼的騎兵向利沃夫的前進受阻，於是取道波军防守薄弱的地區，在8月29日到達扎莫希奇並試圖攻佔它。8月31日，布瓊尼放棄圍攻利沃夫，改為試圖支援從華沙後撤的俄軍西北方面军。俄軍在卡莫罗战役被波軍騎兵擊敗，雖然布瓊尼的第一骑兵集团军部隊逃過包圍，可是遭受嚴重伤亡且士氣大減。布瓊尼的第一骑兵集团军余部在9月6日向弗拉基米爾-沃倫斯基撤退，不多久又被波軍擊敗。
圖哈切夫斯基在9月組成了一條新防線，可是波軍在尼曼河戰役又再逼使俄軍後退。波軍繼續全線東進，在10月初到達捷尔诺波尔－杜布诺－明斯克－上第文斯基一線。
在南面，彼得留拉的烏克蘭軍在9月18日占领了茲布魯奇河左岸，次月又再向東前進。

#### 结束
在華沙戰役後，蘇俄向波蘭求和，而波蘭人一來在戰爭中已伤亡不少，二來受到國際壓力，而且波軍已佔領了大部份有爭議領土，也願意談判。10月5日，蘇俄向波蘭的提案被波蘭接受。10月12日，波蘭與俄罗斯苏维埃共和国及烏克蘭蘇維埃共和国簽訂停火協議，10月18日生效。和約的談判其後開始。
當時西蒙·彼得留拉的烏克蘭軍已有2萬3千人，並已佔領了波蘭以東的一些地區。他在11月10日被布爾什維克軍攻擊，到了21日被逐至波蘭控制區內。
1921年3月18日，苏俄与波兰签署《里加和约》，27,598名波兰战俘和约58,423红军战俘被互相遣返回國。

## 后续
英國歷史學者A·J·P·泰勒認為波蘇戰爭「大大地決定了以後20年或更長的歐洲歷史。……秘密地及幾乎不自覺地，俄罗斯苏维埃共和国領導人放棄了國際革命的理由。」否則布爾什維克人會提早20年出兵國外去「製造革命」。:ix美國社會學家Alexander Gella認為波蘭的勝利不單為波蘭，也至少為整個中歐，帶來20年的獨立。英國軍事史家約翰·弗雷德里克·查爾斯·富勒將軍更將波蘇戰爭中最關鍵的華沙戰役列為改變世界局勢的關鍵性戰役，在其著作《西洋世界軍事史》中以一整個章節進行记述，戴贝尔仑勋爵1930年8月17日在《波兰公报》（Gazeta Polska）发表文章，從當時西歐各國在一戰後的疲弊與國內共黨革命的暗潮洶湧論斷，倘若波蘭於華沙戰役戰敗，當時的歐洲不可能抵擋俄罗斯苏维埃共和国的閃電入侵，并认为「政治家们应向……欧洲人解释清楚，在1920年，波兰曾經拯救了欧洲」。
在和平談判中，俄罗斯苏维埃联邦社会主义共和国同意在有爭議領土上向波蘭大幅讓步。波蘭已精疲力歇，國內民意也反對继续戰爭。談判由國家民主黨人主導，他們不太在乎畢蘇斯基主張的海間聯邦。超過100萬波蘭裔人仍然留在蘇聯內。
主政的國家民主黨也不太關注烏克蘭人的命運及對彼得留拉的條約義務。他們只打算佔有那些在種族上或歷史上是波蘭的、或是可以波蘭化的地區。《里加和約》在1921年3月18日簽訂。畢蘇斯基認為該條約是一項懦夫行為，為此向烏克蘭人致歉，因為它實際上違反了毕苏斯基与彼得留拉的禁止單獨談判和平的—波蘭與烏克蘭的軍事同盟條款。波蘭依停火協議要求烏克蘭軍在限期前離境，如果武裝烏軍再進入波蘭境內將會被解除武裝和拘留，不少烏克蘭人認為波蘭當局的做法是背叛他們。
波蘭在1920年秋也戰勝了立陶宛，奪回維爾紐斯地區，成立了一個由波蘭人主導的「中立陶宛管治委員會」。那裡經公民投票及1922年2月20日的議會表決後，被併入波蘭。因此，波蘭和立陶宛的關係在以後多年一直欠佳。

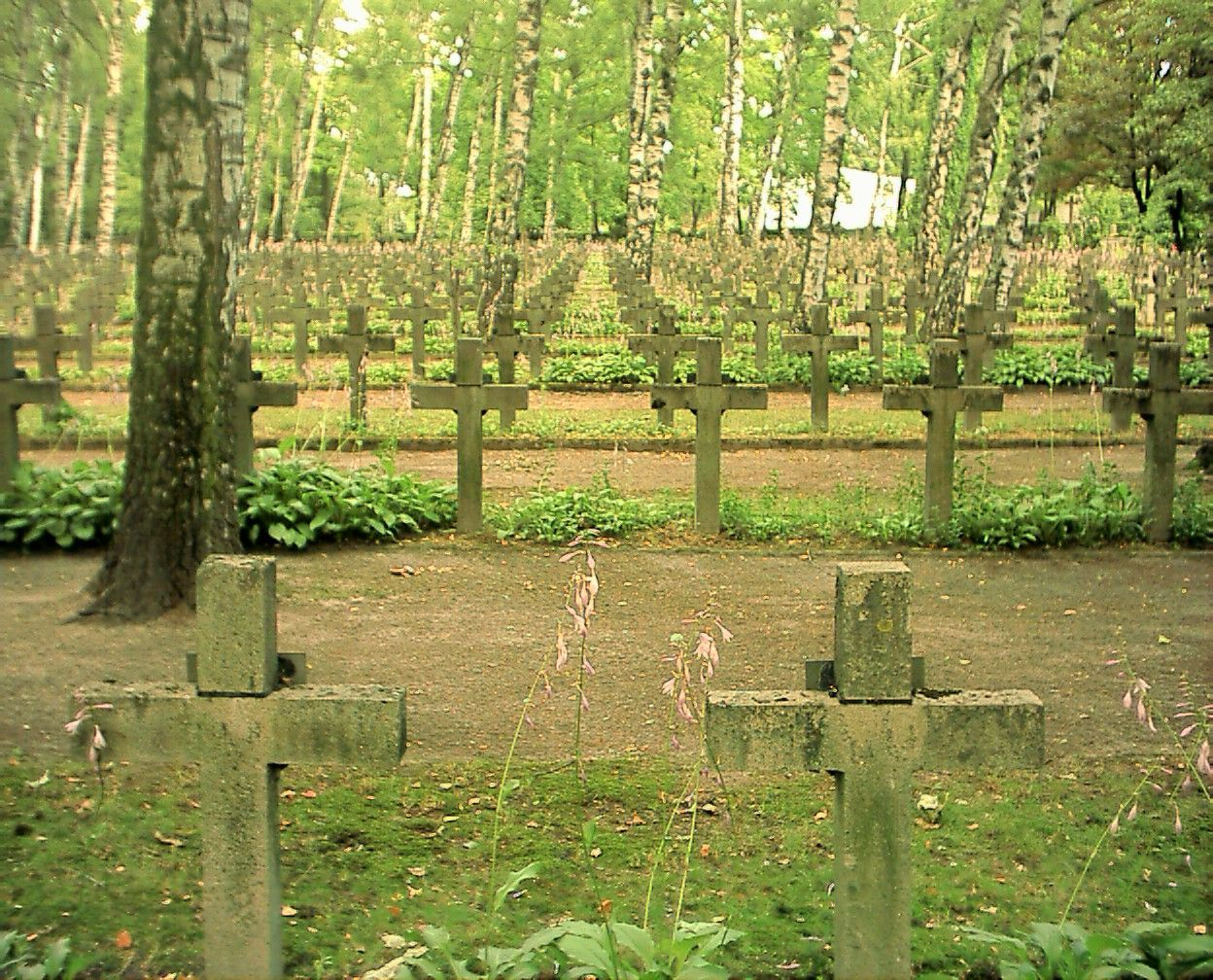
在華沙戰役中陣亡的波軍的墓地（華沙的Powązki Cemetery）

由于战争双方都对战后边界划分不满，导致苏联和波兰的关系长期处于紧张状态，也直接导致了苏联联合纳粹德国于1939年瓜分波兰，而苏联在二战后将战前波兰东部地区并入白俄罗斯和乌克兰，导致波兰丧失其在波苏战争中取得的领土。
直至1989年，在共產政權統治下，波蘭及其它苏联國家的歷史書不提或是盡量少提及此場戰爭，就算是有，也是當作俄國內戰中的外國干預來寫。

## 人道災難
戰俘因為疾病與及未妥為看護而死亡的數量相量大，約有16,000－20,000名蘇俄戰俘死於波蘭的戰俘營，也有數量相若的波蘭戰俘死於蘇聯與立陶宛的戰俘營（波兰手中共抓到约八万名蘇俄俘虏，而波蘭战俘只有五万）。
双方都犯下了人道主义罪行，如蘇俄軍隊的哥萨克骑兵曾烧毁一座医院，连同600名病人护士和修女一起烧死；波蘭軍隊則在戰爭的最初時間，殺害俄羅斯境內的平民（平斯克慘案）。

### 英语
- D'Abernon, Edgar Vincent, The Eighteenth Decisive Battle of the World: Warsaw, 1920, Hyperion Press, 1977, ISBN 978-0-88355-429-6.
- Babel, Isaac, Конармия (original 1926), Red Cavalry , W. W. Norton & Company, 2003, ISBN 978-0-393-32423-5
- Biskupski, M.B., "Paderewski, Polish Politics, and the Battle of Warsaw, 1920," Slavic Review, vol. 46, no. 3/4 (autumn–winter, 1987), pp. 503-512.
- Fiddick, Thomas C., "The 'Miracle of the Vistula': Soviet Policy versus Red Army Strategy," The Journal of Modern History, vol. 45, no. 4 (Dec., 1973), pp. 626-643.
- Thomas C. Fiddick, Russia's Retreat from Poland, 1920, Macmillian Press, 1990, ISBN 978-0-333-51940-0
- Himmer, Robert, "Soviet Policy Toward Germany during the Russo-Polish War, 1920," Slavic Review, vol. 35, no. 4 (Dec., 1976), p. 667.
- Jędrzejewicz, Wacław, Pilsudski: a Life for Poland, Hippocrene Books, 1982, ISBN 978-0-88254-633-9
- Kahn, David, The Code-Breakers, New York, Macmillan, 1967.
- Palij, Michael, The Ukrainian-Polish Defesnive Alliance, 1919-1921, University of Toronto, 1995, ISBN 978-1-895571-05-9
- Wandycz, Piotr, "General Weygand and the Battle of Warsaw," Journal of Central European Affairs," 1960.
- Watt, Richard M., Bitter Glory: Poland and Its Fate, 1918-1939, New York, Hippocrene Books, 1998, ISBN 978-0-7818-0673-2.

### 波兰语
- Cisek, Janusz, Sąsiedzi wobec wojny 1920 roku. Wybór dokumentów. (Neighbours Attitude Towards the War of 1920. A collection of documents. - English summary), Polish Cultural Foundation Ltd, 1990, London, ISBN 978-0-85065-212-3
- Czubiński, Antoni, Walka o granice wschodnie Polski w latach 1918-1921 (Fighting for eastern borders of Poland in 1918-1921), Instytut Śląski w Opolu, Opole, 1993
- Drozdzowski, Marian Marek (ed.), Międzynarodowe aspekty wojny polsko-bolszewickiej, 1919-1920. Antologia tekstów historycznych (International aspects of the Polish-Bolshevik War,1919-1920. Anthology of historical texts.'), Instytut Historii PAN, 1996, ISBN 978-83-86417-21-6
- Golegiewski, Grzegorz, Obrona Płocka przed bolszewikami, 18-19 sierpnia 1920 r. (Defence of Płock from the Bolsheviks, 18-19 August, 1920), NOVUM, 2004, ISBN 978-83-89416-43-8
- Kawalec Tadeusz, Historia IV-ej Dywizji Strzelców Generała Żeligowskiego w zarysie (History of 4th Rifleman Division of General Żeligowki in brief), Gryf, 1993, OCLC 32178695.
- Konieczny, Bronisław, Moje życie w mundurze. Czasy narodzin i upadku II RP (My life in the uniform. Times of the birth and fall of the Second Polish Republic), Księgarnia Akademicka, 2005 ISBN 978-83-7188-693-5
- Kopański, Tomasz Jan, 16 (39-a) Eskadra Wywiadowcza 1919-1920 (16th (39th) Scouting Escadrille 1919-1920), Wojskowy Instytut Historyczny, 1994, ISBN 978-83-901733-5-1
- Kukiel, Marian, Moja wojaczka na Ukrainie. Wiosna 1920 (My fighting in Ukraine. Spring 1920), Wojskowy Instytut Historyczny, 1995, ISBN 978-83-85261-74-2
- Łukowski, Grzegorz, Walka Rzeczpospolitej o kresy północno-wschodnie, 1918-1920. Polityka i dzialania militarne. (Rzeczpospolita's fight for the northeastern borderlands, 1918-1920. Politics and military actions.), Wydawnictwo Naukowe Universytetu Adama Mickiewicza, Poznań, 1994, ISBN 978-83-232-0614-9
- Pruszyński, Mieczysław, Dramat Piłsudskiego: Wojna 1920 (The drama of Piłsudski: War of 1920), Polska Oficyna Wydawnicza BGW, 1995, ISBN 978-83-7066-560-9
- Odziemkowski, Janusz, Leksykon Wojny Polsko-Rosyjskiej 1919-1920 (Lexicon of Polish-Russian War 1919-1920), Rytm, 2004, ISBN 978-83-7399-096-8
- Rozstworowski, Stanisław (ed.), Listy z wojny polsko-bolszewickiej (Letters from the Polish-Bolshevik War), Adiutor, 1995, ISBN 978-83-86100-11-8
- Szczepański, Janusz, Wojna 1920 na Mazowszu i Podlasiu (War of 1920 in Mazowsze and Podlasie), Gryf, 1995, ISBN 978-83-86643-30-1

### 俄语
- "Dramas of Ukrainian-Polish Brotherhood," Zerkalo Nedeli (Mirror Weekly), March 13-19, 1999, available online.
- Мельтюхов, Михаил Иванович (Mikhail Meltyukhov). . Moscow: Вече (Veche). 2001  [2007-03-25]. ISBN 978-5-699-07637-6. （原始内容存档于2020-11-30）.
- I.I. Sukhov, White Eagle against the Red Star. Soviet-Polish War of 1919-20.